# دميان ستويانوفسكي
دميان ستويانوفسكي (بالمقدونية: Дамјан Стојановски)‏ مواليد 9 ديسمبر 1987 في سكوبيه، جمهورية يوغوسلافيا الاشتراكية الاتحادية، هو لاعب كرة سلة مقدوني. بدأ مسيرته الاحترافية في سنة 2005. لعب مع نادي أكاديميك لكرة السلة وإم زد تي سكوبيه.

## إحصائيات المسيرة

### كأس أوروبا
| السنة   | الفريق                   | لعب | بدأ | دقيقة | ميداني% | ثلاثية | حرة  | ارتداد | صنع | استلاب | تصدي | نقطة | أداء |
| ------- | ------------------------ | --- | --- | ----- | ------- | ------ | ---- | ------ | --- | ------ | ---- | ---- | ---- |
| 2011–12 | نادي أكاديميك لكرة السلة | 5   | 0   | 14.8  | .348    | .273   | .765 | 2.2    | 0.2 | 1.0    | 0.0  | 6.4  | 6.2  |
| 2013–14 | إم زد تي سكوبيه          | 7   | 6   | 24.9  | .449    | .455   | .750 | 3.3    | 1.9 | 0.6    | 0.3  | 8.6  | 8.3  |

### بطولات الدوري المحلية
| الموسم  | الفريق          | الدوري             | لعب | دقيقة | ميداني% | ثلاثية | حرة  | ارتداد | صنع | SPG | تصدي | نقطة |
| ------- | --------------- | ------------------ | --- | ----- | ------- | ------ | ---- | ------ | --- | --- | ---- | ---- |
| 2012–13 | إم زد تي سكوبيه | الدوري الأدرياتيكي | 26  | 29.1  | .403    | .302   | .835 | 4.1    | 1.9 | 1.6 | 0.3  | 11.8 |
| 2013–14 | إم زد تي سكوبيه | الدوري الأدرياتيكي | 23  | 24.0  | .399    | .286   | .772 | 2.7    | 1.4 | 0.7 | 0.1  | 9.0  |
| 2014–15 | إم زد تي سكوبيه | الدوري الأدرياتيكي | 5   | 33.4  | .352    | .304   | .769 | 2.0    | 1.6 | 1.4 | 0.0  | 11.0 |
| 2015–16 | إم زد تي سكوبيه | الدوري الأدرياتيكي | 26  | 29.8  | .390    | .389   | .827 | 2.7    | 1.6 | 0.9 | 0.2  | 10.5 |

## روابط خارجية
- دميان ستويانوفسكي على موقع الاتحاد الدولي لكرة السلة (الإنجليزية)
- دميان ستويانوفسكي على موقع الدوري الأوروبي لكرة السلة (الإنجليزية)
- دميان ستويانوفسكي على موقع كرة السلة الأوروبية.كوم (الإنجليزية)
- دميان ستويانوفسكي على موقع ريلجم (الإنجليزية)
- دميان ستويانوفسكي على موقع بروبوليرز (الإنجليزية)
- دميان ستويانوفسكي على موقع سبورتس رفرنس (الإنجليزية)